# Бранковянски стил
Бранковянският стил, известен също като влашки Ренесанс, е направление в изкуството и най-вече в архитектурата, развило се по време на управлението на княз Константин Бранковяну, откъдето и името. Стилът характеризира Влашко, синтезирайки византийски и османски елементи с късния Ренесанс и бароковата архитектура.
Бранковянският стил е уникална хибридна еклектика на румънските православни християнски стилове с доминиращата ислямска архитектура на Османската империя, от които Княжество Влахия е неразделна част като васална държава по това време. Своеобразно наследява демонстрираната предходно еклектика на манастира Свети Трима Светители (Яш), издигнат от Василий Лупу. По това време в днешните румънски земи се срещат влиянията от османската епоха на Кьопрюлю, австрийските Хабсбурги в Трансилвания и изкуството и архитектурата на Молдова. Стилът застъпва непосредствено от края на така нареченото време на католическа пропаганда в българските земи през XVII век.
Най-известният и най-добре запазеният пример за архитектура в бранковянски стил е манастирът Хорезу, който е вписан в списъка на световното културно и природно наследство на ЮНЕСКО.